# Муслиманско освајање Азербејџана
Муслиманско освајање Азербејџана био је војни сукоб који је довео до инкорпорације Азербејџана у исламски калифат. Године 643. наше ере (22. Г.Х.), после освајања Раја и Централне Персије, калиф Омар је наредио освајање Азeрбeјџана. Рашидунски калифат је наставио освајање према Азербејџану прво под вођством Ел Мугира бин Шубаха. О овоме је писао Абу Џафар (Табари), цитирајући извештај Ахмада бин Табита Ел Разија.

## Историја
Омар је именовао Худеифу за вођу похода. Худеифа је прво кренуо на Занџан. Локални гарнизон се бранио, али је на крају свладан и град је пао.
Муслиманске снаге су наставиле поход до Ардабила где се Персијанци нису одупрли већ су се предали под уобичајеним условима плаћања Џизије (годишњи порез који се обрачунава на немуслимане). Из Ардабела су муслиманске снаге кренуле ка северу дуж западне обале Каспијског мора. Уследила је конфронтација у области Баб која је била важна лука на Каспијском мору. Муслимани су однели још једну победу, али је из непознатих разлога Худеифа био опозван.
Персијанци су тада покренули контранапад, због чега су муслимани напустили своје истурене положаје у Азарбeјџану. Као одговор, Омар је послао експедиционе снаге у Азарбаијан, једну војску коју је водио Букајр ибн Абдaла, а другу Утба бин Фаркад. Контигент под Букаиром супротставио се Персијанцима у Џурмизану. Персијанцима је заповедао Исандиар. Битка је била прилично тешка, Персијанци су поражени и њихов заповедник Исандиар је ухваћен жив. Исандиар је питао Букаира: "Да ли више волиш рат или мир?" на шта је Букаир одговорио да муслимани више воле мир. Исандиар је затим рекао, „Онда ме држите са собом док вам не могу помоћи у преговорима о миру са народом Азарбаијана“. Персијанци су отишли до оближњих брда и утврдили се у њима. Муслимани су заузели цело подручје у равници.
Током 25. године од хиџре, створен је Куран Мушаф Османи у покушају да се избегне језичка забуна из Курна који је преведен на локални дијалект Азербејџана и Јерменије. Худаифа је упозорио Османа да ће превод изгубити оригинални Тефсир (тумачење) ако се прво не усвоји стандардизација у оригиналној верзији Мушаф, пре него што локално становништво буде могло да преведе књигу и да коментар.

## Последице
Букаир ибн Абдулах, који је недавно покорио Азербејџан, добио је задатак да заузме Тифлис. Од Баба на западној обали Каспијског мора, Букаир је кренуо на север. Омар је одлучио да примени своју традиционалну и успешну стратегију вишестраних напада. Док је Букаир био још миљама далеко од Тифлиса, Омар му је наложио да подели своју војску у три корпуса. Омар је именовао Хабиба ибн Муслаиму да заузме Тифлис, Абдулрехмана да крене на север према планинама и Худеифу да крене према јужним планинама. Хабиб је заузео Тифлис и регион до источне обале Црног мора. Абдулрехман је кренуо на север до Кавкаских планина и покорио племена. Худеифа је кренуо на југозапад до планинске регије и покорио тамошња локална племена. Напредовање кроз Јерменију завршило се Омаровом смрћу у новембру 644. До тада је био заузет готово читав Јужни Кавказ.
После 645. године, снаге под Валид Бин Укбом водиле су походе у четворогодишњим ротацијама у два погранична округа (Тугур) Рају и Азербејџану. Једна четвртина њихове војске која се састојала од 40.000 људи из Куфе сваке године је предузимала поход са око 4000 у Рају и 6000 у Азербејџану.